# Új erdélyi antológia
Az Új erdélyi antológia irodalmi gyűjteményes kötet, amely 1937-ben Kolozsvárt jelent meg.

## Szerzői és fogadtatása
Szerzői között – bár a kötetet záró tanulmányának címében Abafáy Gusztáv „új erdélyi írók” névvel illeti őket – ott találjuk az akkor már rövid pályájának lezárása küszöbén álló Dsida Jenőt, az Új arcvonal óta ismert Flórián Tibort, Kolozsvári Grandpierre Emilt, Kováts Józsefet, Szemlér Ferencet, Varró Dezsőt és Wass Albertet, s csupán Bözödi György, Jékely Zoltán, Kiss Jenő, Nagy István, Szabédi László, Szenczei László és Vásárhelyi Z. Emil az „új” nevek. De velük sem most ismerkedik meg a közönség: legtöbbjüknek már kötete van. Nagy István 1936-ban nyerte el a Thália Színház drámapályázatát, Jékely Zoltánnak, Szabédi Lászlónak ugyanabban az évben jelent meg kötete, Wass Albertet már nem csak költőként ismerik, de 1935-ben megjelent Farkasverem című regénye révén is, s 1932 óta Bözödi György novelláival is találkozhattak az Erdélyi Helikon, az Ellenzék és a Keleti Újság olvasói.
Abafáy Gusztávnak nem is sikerül közös jegyeket kimutatnia a kötet verseiben és elbeszéléseiben; amit mond róluk, az meglehetősen általános: „Amikor a fiatal írók ez antológia seregszemléjén felvonulnak, nemcsak nemzedéki színeiket villogtatják, hanem a változott életkörülmények közé került erdélyi magyar szellemiség szervi ellenállásának, vitalitásának próbáját is állják.” Alább pedig: „Az idősebb nemzedék romantikus stílusával telített erdélyi közhangulat a kisebbségi helytállás bizonyságaképpen közérthető, népnek írt irodalmat és kisebbségi valóságábrázolást követel a fiatal íróktól. Valóságot is ábrázolunk, a valóságirodalom művelését azonban mint kizárólagossági elvet nem fogadhatjuk el.” Hogy egyfajta közösségtudat mégis összefogta ennek az antológiának a szerzőit, azt Szenczei László fogalmazta meg: „Az erdélyi fiatal írók zöme Kolozsvárt vallja szellemi fővárosának és úgy véli, hogy akkor alkotna szellemi elődjeihez méltót, ha az erdélyi tájmagyarság szellemi korlátait áttörve, oly műveket dobna bele az egyetemes magyar és erdélyi köztudatba, amelyek társadalmi és lélektani síkon ábrázolnák a közös erdélyi sorsképet” (idézi Ligeti Ernő).
Mindezen kinyilatkoztatott elvek ellenére, az Új erdélyi antológia szerzőiből nem alakult ki egységes tömörülés: a történelem elkövetkező eseményei pedig végképp szétszórták őket.